# Балабуха, Сергей Павлович
Сергей Павлович Балабуха (21 сентября (3 октября) 1857 — не ранее 1932) — революционер-народник, журналист, литератор.

## Биография
Родился 21 сентября (3 октября) 1857 года в Киеве. Происходил из дворян Черниговской губернии; отец статский советник. Представитель известного киевского купеческого рода, племянник Николая Семеновича Балабухи.
С 1868 года учился в Черниговской гимназии, которую окончил с серебряной медалью в 1875 году. Поступил в Медико-хирургическую академию в Петербурге, но в 1878 году оставил учёбу, чтобы принять участие в «хождении в народ». В 1880 году за принадлежность к революционной организации приговорён к ссылке в Тобольск, которая была заменена заключением. После освобождения учился в Харьковском и Казанском университетах. В 1882 году за участие в студенческом движении выслан из Казани в Киев под надзор полиции. В 1885 году стал одним из организаторов народнического кружка в Харькове, за что в 1886 году был сослан на 5 лет в Сибирь.
В начале 1890-х годов Балабуха был в Полтаве, где состоял неофициальным членом редакционного комитета «Полтавских ведомостей». Здесь он входил в круг знакомых И. А. Бунина и был свидетелем продолжительного романа писателя с Варварой Пащенко (впоследствии — жена писателя и поэта Арсения Николаевича Бибикова). После ухода Варвары от Бунина, 12 декабря 1894 года Балабуха написал Пащенко: «Многоуважаемая Варвара Владимировна. Я вчера узнал от Юлия Алексеевича о том, что Иван Алексеевич делал опять попытку в переговорах с Вами. Полученная телеграмма на него подействовала убийственно…»
В 1903 году Балабуха примкнул к Партии социалистов-революционеров.
По данным на 1932 год — персональный пенсионер, жил в Краснодаре.